# Emil Montgomery
Emil Montgomery Soler (Montevideo, 6 de enero de 1970) es un artista uruguayo de música electrónica, ambient, new age e instrumental.
Nació en Montevideo, Uruguay el 6 de enero de 1970. Es hijo de Osvaldo Montgomery y Mary Soler. A sus 6 años comienza estudios sobre teoría, armonía y piano, y compone sus primeras obras, aunque luego abandona sus estudios formales. Durante los años siguientes explora la astronomía, la poesía, la pintura y el dibujo como formas de canalizar y expresar sus inquietudes artísticas. Inicia también estudios de arquitectura, siguiendo la idea de dedicarse a esta profesión.

## Carrera musical: inicios
En abril de 1987 escucha Oxygène y Equinoxe, obras del consagrado compositor de música electrónica Jean-Michel Jarre. Esta experiencia lo inspira a incursionar en la composición, y retoma sus estudios de piano y armonía en la Universidad de Música del Uruguay, al tiempo que se transforma en un autodidacta en la composición de música electrónica, a través del manejo de sintetizadores e instrumentos electrónicos, poco comunes en aquel entonces.
Entre 1988 y 1990, forma parte de un proyecto llamado Si3, junto a sus amigos Nicolás, Andrés Martín Ibarburu y Nicolás Sarser. Juntos realizan covers de The Police, Pink Floyd y Eric Clapton. Además se ofrece a componer y operar en un estudio de bandas sonoras en Montevideo, a cambio de horas sin costo para grabar sus primeras maquetas en solitario.
En 1990, luego de adquirir algunos instrumentos electrónicos precarios, Montgomery se encierra durante un año entero en un su estudio casero y comienza a trabajar seriamente en sus composiciones. El 9 y el 16 de noviembre de 1991, se presenta por primera vez en el teatro del Anglo, recibiendo una positiva respuesta por parte del público y la prensa local. En 1992 es convocado por los productores Alvaro Quartino y Oscar Valdéz, para ser el compositor del primer disco de música dance en Uruguay. Luego de trabajar durante meses, produce Space is a Dream, conocida también como la Candonmarcha, con buena repercusión en las radios del género, discotecas y T.V. a nivel nacional. El éxito de este álbum lo consolida como un pionero y un artista influyente en el mundo de la música electrónica en Sudamérica al fusionar el candombe (ritmo afro-uruguayo de tradición popular) con el dance. El álbum llegó a distintos países de Sudamérica, Europa y Japón, alcanzando el triple platino.

### Fluidos(1993-1995)
En 1993 edita Fluidos, un trabajo en solitario que explora y experimenta con lo textural, el ambient y lo sinfónico. Fluidos alcanza el disco de oro y platino en Uruguay. Entre 1993 y 1995 realiza bandas sonoras para teatro y cortometrajes y más de 40 conciertos, entre ellos algunos dedicados al beneficio de obras sociales, como lo fue su temporada de "Montgomery Planetario", ofrecida en el Planetario Municipal de Montevideo, en la que recaudó fondos para ayudar a la construcción de los observatorios de La Paz.
En 1995 es seleccionado por la UNESCO como finalista entre cientos de compositores de todo el mundo, otorgándosele el premio UNESCO-ASHBERG al mejor compositor por su obra Fluidos. En diciembre del mismo año, lleva a cabo una puesta en escena de importantes proporciones en las escalinatas del Palacio Legislativo: el Concierto por la Tolerancia y la Paz, conmemorando los 50 años de la UNESCO. Por este evento recibe un premio Iris al mayor espectáculo en la historia de Uruguay.
En 1996 edita Concierto por la Tolerancia, registro en vivo del concierto en el Palacio Legislativo y es becado por el Virginia Center for Creative Arts en Estados Unidos, a donde se traslada por algunos meses.

### Esencia(1998-1999)
En 1997 regresa a Montevideo y se sumerge en una profunda investigación acerca de las culturas inca, azteca y maya. Conoce a David Montenegro, músico chileno y fabricante de instrumentos indígenas, con quien entabla amistad. Comienza a trabajar en un proyecto que fusionaría las leyendas, música y tradiciones de los pueblos indígenas mesoamericanos. En octubre presenta por única ocasión, un avance de este trabajo en el Teatro Solís. En 1998 vuelve a realizar un gran concierto en la ciudad de Punta del Este, y lanza Esencia, una obra que fusiona la música electrónica, coros e instrumentos indígenas. En junio del mismo año se traslada por unos meses a París.
En junio de 1999 regresa a Montevideo y presenta cuatro conciertos titulados Cronología, que estaban integrados por una antología de su carrera. Ese año resuelve abandonar Uruguay, y antes de hacerlo lleva a cabo el Encuentro por el Nuevo Mundo, que consistió en un evento privado para 400 personas en las sierras del Penitente, Lavalleja.

### 2000-presente
En febrero de 2000, se radica en la Ciudad de México. En octubre, es firmado por Sony Music y seleccionado para participar del proyecto Best of World Music, que núcleo a artistas referentes de la música electrónica. Junto a artistas como Vangelis, Enya, Jarre, Mike Oldfield entre otros, Montgomery participa en el proyecto y graba Lajún Chaán. Best of World Music, Alcanzó los primeros lugares de la lista de ventas en el mercado mexicano, siendo editado en más de 40 países.
Entre 2001 y 2005, diseña y realiza lanzamientos e ideas para empresas multinacionales como Volkswagen, Allen, Pfeiffer y Macintosh en México. Asimismo edita Dèja-vu, una recolipación con lo mejor de su obra y 4 temas inéditos, incluyendo una pieza para solo piano titulada La desconocida, compuesta e interpretada por su padre. Lleva a cabo varios conciertos, incluyendo el del Auditorio San Pedro en la Ciudad de Monterrey, donde lo recaudado se donó al comedor de pobres del Padre José.
En 2005, es convocado por Teletón Uruguay, para ofrecer un concierto con el fin de recaudar fondos para la construcción de un centro de atención para niños minusválidos. Tras 5 años de ausencia en Uruguay, se presenta en el auditorio abierto del Punta Carretas, presentando un avance de su último material discográfico. En el 2006 se dedica a la finalización de dicha obra, titulada Nómada en la que fusiona el sonido e instrumentos de las culturas precolombinas con las que se había interiorizado en los últimos años. En el 2007 lanza al mercado Nómada obteniendo nominaciones como mejor disco de música electrónica del año.
En 2009, realiza Astrodomus en el Castillo Piria, celebrando el Año Internacional para la Astronomía, declarado por Naciones Unidas. En 2010 presenta Imaginaria en el Teatro Solís de Montevideo, que representó un homenaje a clásicos de la música, como Carmina Burana, Nella Fantasía, Carros de Fuego, Oxygene.
En 2021, el alcalde de Punta del Este Javier Carballal, declaró que Montgomery sería declarado “Ciudadano Ilustre de Punta del Este".
En 2022 presentó un nuevo show titulado Aura, un espectáculo que comenzó a idear en 2018 cuando viajó a una expedición a la Antártica.